# Chilodes nigrocostata
Chilodes nigrocostata là một loài bướm đêm trong họ Noctuidae.